# 汤酱油
湯醬油為一種具朝鮮半島特色的酱油。
一般的醬油在南韓及北韓稱作「 ganjang」，而湯醬油稱作「 guk ganjang」（湯醬油）或「／ hansik ganjang ?」（韓食醬油）。自家製的湯醬油稱作「 jip ganjang」（家醬油）。
湯醬油又稱「 jaeraesik ganjang」（传统式酱油）或「 Joseon ganjang」（朝鮮酱油），因为一般的酱油在南北韓可稱作「／ gaeryang ganjang ?」（改良酱油）或「 Wae ganjang」（倭酱油）。